# 交響曲第3番 (ハンソン)
交響曲第3番は、ハワード・ハンソンが1936年から1938年にかけて作曲した交響曲。

## 概要
コロムビア放送より、スウェーデン人定植300年を記念して書かれた。初演は1937年9月19日、作曲者指揮CBS交響楽団により第1楽章から第3楽章までが演奏された後、翌1938年、作曲者指揮NBC交響楽団により放送初演が行われた。公開初演は1939年11月3日、作曲者指揮ボストン交響楽団により行われた。聴衆からは喝采を浴びたが、批評家にはあまり気に入られなかった。そうした中でクーセヴィツキーはこの曲を絶賛し、ボストン、ケンブリッジ、ニューヨークの3ヵ所で、演奏と録音を行った。ハンソン自身は「大規模でバランスのとれた満足した作品」と述べている。

## 構成
- 第1楽章 Andante lamentanto - agitato
- 第2楽章 Andante tranquillo
- 第3楽章 Tempo scherzando
- 第4楽章 Largamente e pesante
第2楽章の主題が再現され、荒々しい高揚で曲を閉じる。